# Абатство Улингшайде (Тегелен)
Абатство Улингшайде (на нидерландски: Abdij Ulingsheide, известно и като Абатство Тегелен, официално наименование Onze Lieve Vrouwe Onbevlekt Ontvangen) е бивше трапистко абатство в Тегелен, квартал на община Венло, провинция Лимбург, Югоизточна Нидерландия, в близост до границата с Германия. Абатството е част от Ордена на цистерцианците на строгото спазване.

## История
Абатството е основано през 1884 г. от монаси – траписти от белгийското абатство Вестмале. Монасите изграждат ферма и манастир с богата библиотека, който през 1933 г. е издигнат в абатство.
През 1909 г., общността наброява повече от 60 монаси. По време на войната 1914 – 1918, абатството е използвано като убежище за много от монасите от абатствата в Ахел и Вестмале.
Монасите подпомагат издръжката си като произвеждат вино, бира и ликьори. Основават собствена компания Wijnstekerij Uelingsheide, и започват да продават продукцията си в Нидерландия, Белгия и други европейски страни.
Абатската църква и странноприемница са построени през 1928 г., и са обновени през 1966 – 1968 г.
По време на Втората световна война, абатството е бомбардирано и три крила от манастирския комплекс са разрушени, но след края на войната са възстановени.
В края на ХХ век става ясно, че поради намаляване на монашеската общност, абатството не може да оцелее самостоятелно, поради което през 2002 г. е взето решение монасите да се присъединят към абатство Лилбос (Ехт).
Днес абатството е недействащ католически манастир, без монаси, но е отворено за посещения.

## Трапистка бираТегелен
През пролетта на 1891 г., монасите започват строеж на пивоварна, в рамките на манастира. Тя е завършена през есента на същата година, и в нея започва производство на бира с марка „Тегелен“. Бирата е в стил лагер, с ниска ферментация, с алкохолно съдържание 4 об.%. Бирата се бутилира в стъклени бутилки със запушалки, с вместимост 0,30 л.
Първоначално бирата се прави само за лична консумация на монасите, но постепенно производството се разширява и започва да се предлага и на гости на манастира. Към края на 1930 г. годишното производство достига около 250 хектолитра. Бирата се продава и в района на Венло.
През 1947 г. пивоварната е спряна, поради трудности в снабдяването със суровини (малц, хмел). Абатството се насочва към производство на ябълково вино – сайдер. Сградата на пивоварната все още съществува и днес.